# Dos chicos de cuidado en la ciudad
Dos chicos de cuidado en la ciudad es una telenovela juvenil mexicana producida por Carlos Márquez para TV Azteca en 2003, basada en la comedia argentina Son Amores. Protagonizada por Víctor García y Raúl Sandoval, con Pedro Sicard y Arcelia Ramírez como coprotagonistas; y las participaciones antagónicas de Rafael Sánchez-Navarro, Juan Carlos Remolina, Alejandra Urdiain y Adrián Cué. Cuenta con las actuaciones estelares de Mayra Rojas, Mariana Torres, Geraldine Bazán, Paloma Quezada y Carlos Torres Torrija .

## Argumento
Raúl y Víctor, junto con su hermana Paty, acaban de llegar a la ciudad dejando atrás la agradable y simple vida del campo. Los tres se mudan con su tío José Luis, quien es un solitario.
Raúl y Víctor tiene el gran sueño de ser cantantes famosos y durante sus estudios no sólo buscarán ese objetivo; también se encontrarán con el amor. Raúl enamorado de María, la nieta de Don Beto el conserje; y Víctor de Fernanda, la hija de Felipe Medina Páez que es el maestro corrupto de la escuela.
José Luis también encontrará el amor en Claudia, una bella psicóloga; pero tendrá que lidiar con un rival de amores no muy respetable; y se trata ni más ni menos que de Medina Páez.
Paty no se quedará atrás; pues ella está enamorada de Mario, el mejor amigo de su tío; pero trata de ocultarlo ya que es un hombre mayor.

## Elenco
- Víctor García - Víctor Chávez Rodríguez
- Raúl Sandoval - Raúl Chávez Rodríguez
- Pedro Sicard - José Luis Rodríguez
- Rafael Sánchez-Navarro - Felipe Medina Páez "Mephisto Páez"
- Arcelia Ramírez - Claudia Nava
- Mayra Rojas - Ivana Macedo
- Mariana Torres - Patricia "Paty" Chávez Rodríguez
- Geraldine Bazán - Fernanda Medina Macedo
- Paloma Quezada - María Carvajal
- Carlos Torres Torrija - Mario
- Juan Carlos Remolina - Gonzalo Amezcua
- Alejandra Urdiain - Connie Amezcua
- Adrián Cué - Alan
- Rosalía León Oviedo - Rosalía
- Julio Casado - Jonas Rangel "Tato"
- Ana La Salvia - Julia
- Luciana Silveyra - Carmen
- Leonardo Mackey - Alex
- Joanydka Mariel - Lourdes
- Erika de la Llave - Mica
- Jorge Galván - Beto Carvajal
- Víctor Hugo Arana - "El Negro'
- Mauricio Achar - Juvenal
- Georgina Tabora - Corina
- Jeanine Derbez - Silvia
- José Carlos Rodríguez - "Jarocho"
- Jorge Zárate - Toribio
- Hugo Esquinca - Eleazar
- Erik Hayser - César
- Pablo Azar - Santiago
- Román Walker - Rivas
- Adrián Carvajal - Genaro

## Versiones
- Dos chicos de cuidado en la ciudad es un remake de la telenovela argentina "Son amores", realizada por Pol-Ka en 2002, protagonizada por Nicolás Cabré y Mariano Martínez.

- Canal 13 en chile tiene una versión "Buen partido" protagonizada por Gonzalo Robles y Cristián Arriagada.

- Datos: Q2918898